# Liste der Stolpersteine in Vacha
In der Liste der Stolpersteine in Vacha werden die vorhandenen Gedenksteine aufgeführt, die im Rahmen des Projektes Stolpersteine des Künstlers Gunter Demnig bisher in der thüringischen Stadt Vacha im Wartburgkreis verlegt worden sind. Der Stadtrat von Vacha stimmte der Verlegung der Stolpersteine zur Erinnerung an jüdische Vachaer Bürger im November 2013 zu. Am 18. März 2014 wurden acht Stolpersteine an zwei Adressen verlegt, am 12. März 2018 weitere 10 Stolpersteine an drei Adressen.

## Verlegte Stolpersteine
| Stolperstein                                | Inschrift | Standort                 | Verlegedatum  | Name, Leben |
| ------------------------------------------- | --- | ------------------------ | ------------- | --- |
| Stolperstein Vacha Markt 41 Adolf Nussbaum  | HIER WOHNTE ADOLF NUSSBAUM JG. 1887 STADTRAT BIS 1933 GEDEMÜTIGT / DIFFAMIERT FLUCHT 1934 PALÄSTINA ÜBERLEBT          | Markt 41 (Standort)      | 18. März 2014 | Adolf Nussbaum wurde am 30. Dezember 1887 in Vacha geboren. Er heiratete Martha geb. Weiler. Das Paar hatte zumindest eine Tochter, Ilse, geboren 1923. Adolf Nussbaum war Stadtrat bis zur Machtergreifung Hitlers und der NSDAP. Unter dem NS-Regime wurde er in seiner Heimatstadt gedemütigt und diffamiert. 1934 flüchtete die ganze Familie in das damalige Britische Mandatsgebiet Palästina. Am 7. Juni 1938 wurde im Deutschen Reichsanzeiger die Aberkennung der Staatsbürgerschaft verlautbart. Das U.S. Holocaust Memorial Museum schreibt: „Ausbürgerung mit Beschlagnahmung, Enteignung extra ausgewiesen“. |
| Stolperstein Vacha Markt 41 Ilse Nussbaum   | HIER WOHNTE ILSE NUSSBAUM VERH. LEWY JG. 1923 FLUCHT 1934 PALÄSTINA ÜBERLEBT                                          | Markt 41 (Standort)      | 18. März 2014 | Adolf Nussbaum wurde am 30. Dezember 1887 in Vacha geboren. Er heiratete Martha geb. Weiler. Das Paar hatte zumindest eine Tochter, Ilse, geboren 1923. Adolf Nussbaum war Stadtrat bis zur Machtergreifung Hitlers und der NSDAP. Unter dem NS-Regime wurde er in seiner Heimatstadt gedemütigt und diffamiert. 1934 flüchtete die ganze Familie in das damalige Britische Mandatsgebiet Palästina. Am 7. Juni 1938 wurde im Deutschen Reichsanzeiger die Aberkennung der Staatsbürgerschaft verlautbart. Das U.S. Holocaust Memorial Museum schreibt: „Ausbürgerung mit Beschlagnahmung, Enteignung extra ausgewiesen“. |
| Stolperstein Vacha Markt 41 Martha Nussbaum | HIER WOHNTE MARTHA NUSSBAUM GEB. WEILER JG. 1894 FLUCHT 1934 PALÄSTINA ÜBERLEBT                                       | Markt 41 (Standort)      | 18. März 2014 | Adolf Nussbaum wurde am 30. Dezember 1887 in Vacha geboren. Er heiratete Martha geb. Weiler. Das Paar hatte zumindest eine Tochter, Ilse, geboren 1923. Adolf Nussbaum war Stadtrat bis zur Machtergreifung Hitlers und der NSDAP. Unter dem NS-Regime wurde er in seiner Heimatstadt gedemütigt und diffamiert. 1934 flüchtete die ganze Familie in das damalige Britische Mandatsgebiet Palästina. Am 7. Juni 1938 wurde im Deutschen Reichsanzeiger die Aberkennung der Staatsbürgerschaft verlautbart. Das U.S. Holocaust Memorial Museum schreibt: „Ausbürgerung mit Beschlagnahmung, Enteignung extra ausgewiesen“. |
|                                             | HIER WOHNTE BERTA STRAUSS GEB. STRAUSS JG. 1898 DEPORTIERT 1942 RIGA 1944 STUTTHOF ERMORDET 30.10.1944 THORN/STUTTHOF | Steinweg 2 (Standort)    | 18. März 2014 | Berta Strauss geb. Strauss, auch Bertha, wurde am 24. März 1898 in Vacha geboren. Sie wurde mit ihren Töchtern und ihrer Schwiegermutter ins Baltikum deportiert und dort ermordet. |
|                                             | HIER WOHNTE BRUNHILDE STRAUSS JG. 1928 DEPORTIERT 1942 RIGA 1944 STUTTHOF TODESMARSCH TOT FEB. 1945                   | Steinweg 2 (Standort)    | 18. März 2014 | Brunhilde Strauss wurde am 15. Juni 1928 in Vacha geboren. Mit ihrer Schwester, ihrer Mutter und ihrer Großmutter nach Riga deportiert, wurde sie schließlich im KZ Stutthof ermordet. |
|                                             | HIER WOHNTE HERMANN STRAUSS JG. 1896 'SCHUTZHAFT' 1938 BUCHENWALD FLUCHT 1939 USA ÜBERLEBT                            | Steinweg 2 (Standort)    | 18. März 2014 | Hermann Strauss wurde am 17. März 1896 als Sohn von Meier Strauss und Jette geb. Strauss geboren. Er wurde Kaufmann und heiratete Berta geb. Strauss. Das Paar hatte zwei Töchter, Susanne, geb. 1926, und Brunhilde, geb. 1928. Am Abend der Novemberpogrome 1938 konnte sich Hermann Strauss vorerst auf dem Boden verstecken, während der nationalsozialistische Mob die Haustür eindrückte und in die Wohnung eindrang. Seine Frau wurde geschlagen, er selbst später in sogenannte „Schutzhaft“ genommen und am nächsten Tag in das KZ Buchenwald verschleppt. Er blieb vier Wochen inhaftiert und wurde mutmaßlich gefoltert. Er wurde unter der Bedingung entlassen, dass er baldigst das Deutsche Reich verlassen würde. Anfang 1939 flüchtete er nach Belgien, im Februar 1940 gelangte er in die Vereinigten Staaten. Seine Familie konnte er nicht mehr nachholen. Mutter, Ehefrau und jüngere Tochter wurden vom NS-Regime ermordet. Die ältere Tochter überlebte KZ-Haft und Todesmarsch, heiratete Hermann Taube aus Łódź und konnte 1947 mit ihrem Mann zu ihrem Vater in die USA emigrieren. Hermann Strauss erlebte die Geburt seiner vier Enkelkinder, er starb im Juli 1966 in Baltimore, Maryland. |
|                                             | HIER WOHNTE JETTE STRAUSS GEB. STRAUSS JG. 1872 DEPORTIERT 1942 RIGA ERMORDET 5.2.1942                                | Steinweg 2 (Standort)    | 18. März 2014 | Jette Strauss geb. Strauss wurde am 20. August 1872 in Langenschwarz im Landkreis Hünfeld geboren. Sie heiratete Meier Strauss aus Vacha. Das Paar hatte zumindest einen Sohn, Hermann, geboren 1896. Der Ehemann starb. 1938 wurde das Geschäft des Sohnes vandaliert, er selbst wurde in das KZ Buchenwald verschleppt. Sehr rasch nach seiner Entlassung flüchtete der Sohn nach Belgien und vor dort in die Vereinigten Staaten. Aufgrund des Kriegsausbruchs konnte er die Familie nicht nachholen. In Vacha konnten sie wegen der antisemitischen Hassausbrüche auch nicht mehr bleiben. Daher organisierte Jette Strauss die Abreise mit Schwiegertochter und Enkeltöchtern nach Berlin. Als letzte Adresse der älteren Dame ist die Kaiser-Friedrich-Straße 53 in Berlin-Charlottenburg vermerkt. 1942 wurde sie nach Riga deportiert und am 5. Februar 1942 von NS-Schergen im Wald erschossen. |
|                                             | HIER WOHNTE SUSAN STRAUSS VERH. TAUBE JG. 1926 DEPORTIERT 1942 RIGA 1944 STUTTHOF BEFREIT / ÜBERLEBT                  | Steinweg 2 (Standort)    | 18. März 2014 | Susanne Strauss, später verehelichte Susan Taube, wurde am 9. Januar 1926 in Vacha geboren. Ihre Eltern waren Hermann Strauss und Bertha geb. Strauss. Sie hatte eine jüngere Schwester, Brunhilde, geboren 1928. 1938 wurde sie von der Schule ausgeschlossen. Danach besuchte sie gemeinsam mit ihrer Schwester die Jüdische Schule in Frankfurt am Main. Bei den Novemberpogromen 1938 wurde das Geschäft ihres Vaters vandaliert, er selbst verhaftet und in das KZ Buchenwald verschleppt. Nach seiner Entlassung flüchtete er nach Belgien und vor dort in die USA. Wegen des Kriegsausbruchs im September 1939 konnte er die Familie nicht mehr nachholen. Susanne Strauss musste ihre Heimatstadt verlassen, gemeinsam mit Großmutter, Mutter und Schwester ging sie nach Berlin, wo die vier Frauen Zwangsarbeit verrichten mussten – in der Produktion von Funkgeräten für deutsche U-Boote. Am 25. Januar 1942 wurden die vier Frauen verhaftet und in das besetzte Riga deportiert. Schritt für Schritt wurden ihre Angehörigen ermordet. Die Großmutter wurde kurz nach der Ankunft in den Wald geführt und erschossen. Nach der Auflösung des Ghettos im Oktober 1943 wurden die Mutter mit ihren Töchtern in das Konzentrationslager Kaiserwald überstellt. Dort wurde Susanne Strauss von Mutter und Schwester getrennt, musste in der Meteor-Fabrik Zwangsarbeit verrichten und wurde im August 1944 per Schiff in das KZ Stutthof deportiert. Susanne Strauss wurde bereits nach zwei Wochen in Stutthof nach Sophienwalde geschickt, wo sie Schwerarbeit in der Holzwirtschaft und der Ziegelei verrichten musste. Im Januar 1945 wurde sie auf einen Todesmarsch geschickt und gelangte nach 150 Kilometern zu Fuß nach Lauenburg. Sie kam nach Kriegsende, weil sie nirgendwo hingehen konnte, zum Arbeitsdienst auf einen sowjetischen Bauernhof. Schließlich wurde sie nach Koszalin geschickt, vormals Westpommern, wo sie Hermann Taube kennen lernte, einen polnischen Juden aus Łódź. Die beiden heirateten im Juli 1945. Ein Jahr später, nach dem Pogrom von Kielce, verließen sie Polen und gingen zuerst in das von den Alliierten kontrollierte Deutschland. Von hier aus emigrierten sie im April 1947 in die Vereinigten Staaten. Sie zogen zu Susannens Vater nach Baltimore und bekamen vier Kinder. Susan Taube wirkte hier als ehrenamtliche Mitarbeiterin des U.S. Holocaust Memorial Museum. |
|                                             | HIER WOHNTE EDITH OPPENHEIM JG. 1909 DEPORTIERT 1943 ERMORDET IN AUSCHWITZ                                            | Schulstraße 6 (Standort) | 12. März 2018 | Edith Oppenheim |
|                                             | HIER WOHNTE ROSA OPPENHEIM JG. 1877 DEPORTIERT 1943 THERESIENSTADT ERMORDET 11.10.1943                                | Schulstraße 6 (Standort) | 12. März 2018 | Rosa Oppenheim |
|                                             | HIER WOHNTE LOUIS BACHRACH JG. 1876 DEPORTIERT 1942 THERESIENSTADT ERMORDET 28.5.1944                                 | Sandweg 1 (Standort)     | 12. März 2018 | Louis Bachrach |
|                                             | HIER WOHNTE META BACHRACH GEB. MANN JG. 1880 DEPORTIERT 1942 THERESIENSTADT ERMORDET 10.12.1943                       | Sandweg 1 (Standort)     | 12. März 2018 | Meta Bachrach |
|                                             | HIER WOHNTE ENNY BACHRACH JG. 1907 FLUCHT 1939 BOLIVIEN                                                               | Sandweg 1 (Standort)     | 12. März 2018 | Enny Bachrach |
|                                             | HIER WOHNTE ALFRED SCHOEN JG. 1916 FLUCHT 1936 USA                                                                    | Steinweg 6 (Standort)    | 12. März 2018 | Alfred Schoen |
|                                             | HIER WOHNTE THERESE SCHOEN JG. 1874 FLUCHT 1939 USA                                                                   | Steinweg 6 (Standort)    | 12. März 2018 | Therese Schoen |
|                                             | HIER WOHNTE KAUFMANN SCHOEN JG. 1867 FLUCHT 1939 USA                                                                  | Steinweg 6 (Standort)    | 12. März 2018 | Kaufmann Schoen |
|                                             | HIER WOHNTE SELMA SCHOEN JG. 1906 EINGEWIESEN 1939 HEILANSTALT HILDBURGHAUSEN ERMORDET 1941                           | Steinweg 6 (Standort)    | 12. März 2018 | Selma Schoen |
|                                             | HIER WOHNTE SIEGFRIED SCHOEN JG. 1914 FLUCHT 1936 USA                                                                 | Steinweg 6 (Standort)    | 12. März 2018 | Siegfried Schoen |